# Tripiti
Tripiti ou Trypiti é um sítio arqueológico no sul de Creta, Grécia correspondente a um assentamento do período minoico primitivo, situado na costa a leste da aldeia de Lentas (6 km em linha reta, 11 km por estrada) e a sudeste de Krotos (6 km em linha reta, 7 km por estrada até ao fundo do vale).
O assentamento foi construído a poucas centenas da costa do mar da Líbia, 135 metros acima do nível do mar, num tergo orientado a sudoeste, numa colina íngreme com cerca de 250 metros de altura situada na costa, que domina o vale de Tripiti, que corre a oeste e sudoeste. Esse vale, que mais acima se estreita numa das gargantas mais extensas de Creta, desemboca na praia de Tripiti. Na área há três nascentes de água doce permanentes, uma delas apenas 150 metros a leste do sítio e também a 135 metros de altitude.
Tripiti foi inicialmente escavado em 1986–1988 por Antonis Vasilakis. Os assentamentos minoicos eram famosos há muito por não terem muralhas, o que inspirou teorias sobre longos períodos de paz, mas em Tripisi foram encontradas muralhas. O acesso à povoação era feito por duas aberturas, uma no canto noroeste e outra no canto sudeste. As escavações puseram a descoberto 36 salas datadas do Minoano Antigo II (2 700—2 200 a.C.) ao Minoano Médio IA (2 000—1 900 a.C.). Em algumas dessas salas tinham sido construídos bancos de pedra encostados às paredes. As salas encontradas pertenciam a dez casas retangulares construídas em pedra.
O povoado estava dividido em duas partes desiguais, separadas por um arruamento com 1,5 metros de largura com orientação este-oeste, estando as casas muito juntas umas às outras. No quarteirão norte foram escavadas cinco casas; a mais bem conservada tinha três divisões; a parte ocidental da casa situada mais a noroeste tinha ruído e caído pela encosta abaixo. No quarteirão sul foram escavadas cinco casas, uma delas apenas parcialmente. Uma das casas situadas a noroeste do quarteirão sul apresenta duas fases de construção em tinha uma grande divisão central e duas divisões laterais estreitas e compridas, uma a norte e outra a sul. A divisão central era suportada por dois pilares retangulares, a qual era subdividida em quatro áreas por paredes estreitas e baixas; uma dessas áreas era usada para armazenamento; a oeste da coluna central foi encontrada uma lareira, constituída por um buraco pouco profundo cheio de cinzas e terra enegrecida; ali foram encontrados vários vasos e o único cinzel de cinzel de bronze do sítio.
Entre os artefactos encontrados incluem-se, além dos vasos e do cinzel, uma grande variedade de utensílios, como machados, pesos, martelos, mós e lâminas de pedra e outros artefactos de osso, além de ferramentas agrícolas e de manufatura como gadanhas, foices, serras e facas. O bronze foi muito pouco usado, provavelmente porque na época deve ter havido problemas na sua importação de outros locias, já que não havia matérias primas para o fabricar em Creta.
Foram encontradas quantidades significativas de produtos agrícolas como trigo, cevada, ervilhacas e ervilhas. Ossos encontrados nas casas indicam a presença de gado, como ovelhas, cabras, porcos, lebres e aves de capoeira.
Cerca de 200 metros a sul do assentamento, no local chamado Kalokambos, uma zona plana situada mais abaixo, foi escavado um túmulo tolo datado do período minoico primitivo, onde foram encontradas cerâmicas datadas de 2 800–2 000 a.C.
O povoado foi abandonado por razões que se desconhecem; não foi encontrada qualquer indício de fogo ou terramotos. No início do período Minoano Médio IB (1 520–1 430 a.C.) os habitantes tinham-se mudado para Kalokambos, onde foram encontradas oito casas bastante maiores que as de Tripiti e espaçadas entre elas entre 50 e 100 metros, o que deixava espaço para agricultura.